# Les Atxes
Les Atxes és un grup de rock de Barcelona en actiu des del 2011. El 2019 estava format pel quintet Marc Alongina (guitarrista i cantant), Amós Pérez (batería), Marc Masó (guitarrista), Eduard Novoa (baixista) i José Valera (teclista).
El seu primer album va ser "Les Atxes" amb ritme de post-punk, indie rock, garatge-pop, psicodèlia i dream pop. El 2012 van ser semifinalistes en el concurs de nous valors Sona9. Després d'un període de quasi inactivitat on van recopilar material dispers com el single "Tubercle" (2014) i l'EP "Regalets de bulldog" (2015), el 2016 van presentar el videoclip del single lo-fi “Pinya Koala” seleccionat a diferents certàmens internacionals de cinema. El 2018 van presentar a Espai Z0W1E de L'Hospitalet de Llobregat el seu segon LP "Decora paneres", produït per l'antic membre de MiNE!, Bernie Sànchez. El 2019, van presentar l'EP de 5 cançons "Error Perfecte", enregistrat en directe amb Bernie Sánchez, on expliquen com és de divertit evitar la perfecció per trobar la bellesa en els errors.